# 淡水老街
淡水老街，為台灣新北市淡水區最熱鬧的一段區域，以中正路為主要道路，西起公館巷，東至重建街。

## 街道特色

### 中正路
一般人俗稱的老街指的就是中正路（昔日滬尾街），全長約１公里多，道路設計以６公尺車道及人行道為主要特色。於2000年間因道路拓寬建設，將原本的紅磚人行道鋪設成花岡岩地板。2004年新北市淡水環境藝術節，淡水在地藝術家以燒陶方式，於老街入口處創作長約16公尺的藝術牆，並提字為「藝航滬尾」。中正路一帶仍可見到台灣傳統的長條型連棟式街屋，沿途尚有馬偕博士石像公園，及淡水清水巖等古蹟。

### 公明街
近年來因為台北捷運淡水線的開通，使得原本滿是工廠的的無尾巷，搖身成為捷運廣場的主要通道。兩旁的街屋，也因人潮帶來的商機，讓不少的商家進駐，形成了老街的另一段鬧區。

### 重建街

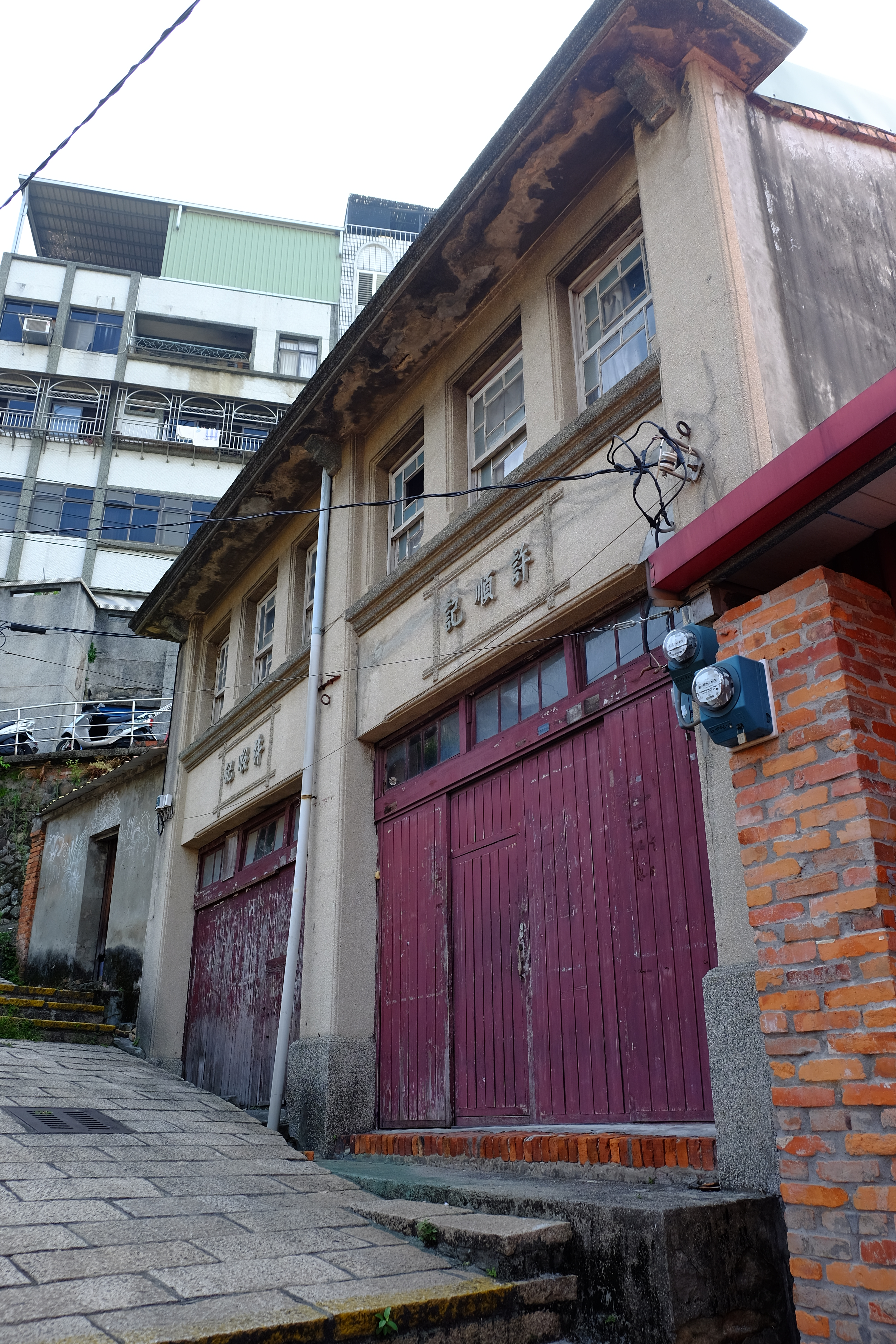
重建街街屋

位居福佑宮東側、崎仔頂山崙上的重建街，是老街中歷史最悠久的，全長約600公尺，早期滬尾時代政商名流居住的所在地。台北縣政府以1968年所規劃的「淡水鎮都市計畫六號道路新闢工程」，2001年開始進行道路拓寬的規劃設計，到2010年4月進行發包。由於拆除擴寬的九坎段乃重建街靠近中正路的第一段，將淡水河畔僅存最古色古香之老街風貌破壞殆盡。2010年5月，居民程許忠發起《530站滿重建街》活動，抗議政府與表達對淡水老街的不捨。由於公民力量迫使政府將拓寬工程延後，2015年內政部決議，核准發還6筆土地(含4棟建物)，使重建街保留古貌。

### 馬偕街
清朝時期於此街設有文口海關衙門，淡水港啟用後，成為洋貨集散地。至今仍保留兩處古井，分別位在馬偕街22號及禮拜堂後側。

## 外部連結
- 淡水老街- 新北市觀光旅遊網 （页面存档备份，存于）
- 淡水老街 - 臺北旅遊網 （页面存档备份，存于）
- 淡水老街 - 交通部觀光署 （页面存档备份，存于）